# Сковородин, Сергей Николаевич
Сергей Николаевич Сковородин (28 декабря 1965 года, Липецк, Липецкая область, РСФСР, СССР) – советский и российский военный деятель.

## Биография
Родился Сергей Сковородин в 1965 году в городе Липецке. В 1981 году окончил восемь классов Липецкой средней школы №21. Два года учился в Тверском суворовском военном училище. В 1983 году поступил на командный факультет Рязанского высшего воздушно-десантного командного училища, которое окончил в 1987 году.

## Военная служба
Молодой выпускник был назначен командиром взвода 98-й гвардейской воздушно-десантной дивизии. Вскоре стал командиром роты, а затем старшим помощником начальника штаба одного из полков дивизии по безопасности военной службы. Перед распадом Союза и после побывал в ряде «горячих точек»: Приднестровье, Закавказье, Таджикистан. Имел квалификацию инструктора-парашютиста (за плечами более 100 прыжков). В 1997 году увольняется из Вооруженных Сил РФ и переходит на службу в Липецкий ОМОН.

## Служба на Северном Кавказе
23 августа 1999 года со своим отрядом был заброшен в Новолакский район. К тому времени в Дагестане (в Цумадинском и Ботлихском районах) с 7 августа начались боевые действия. На границе с Чечнёй тоже было неспокойно. 
В  Новолакском в момент вторжения боевиков несли службу 60 сотрудников Новолакского РОВД и отряд Липецкого ОМОНа численностью 25 человек. Бойцы ОМОНа были расквартированы в помещении спортзала при Доме культуры. С учётом напряжённой обстановки, сложившейся на границе Чечни и Дагестана в августе—сентябре 1999 года, командиром роты ОМОНа майором Сергеем Сковородиным была организована боевая служба. Были налажены связь и взаимодействие между спортзалом и РОВД, определены посты и секреты.
По приглашению министра внутренних дел РД Адильгерея Магомедтагирова в 2001-2006 годах работал в Кизлярском горотделе.

## Поствоенная деятельность
Сергей Николаевич сейчас работает главным инженером Липецкого государственного театра кукол.

## Общественная деятельность
Полковник в отставке Сергей Сковородин ведёт активную общественную деятельность. Принимает активное участие в военно-патриотическом воспитании подрастающего поколения. Регулярно посещает различные мероприятия в школах (уроки Мужества, классные часы, торжественные линейки и пр.) Липецка и Липецкой области. 
Сергей Николаевич является заместителем председателя ЛГОО (Липецкой городской общественной организации семей погибших военнослужащих в Афганистане, локальных войнах и боевых действиях) «Память о сыне».
28 декабря 2020 года принял участие в передаче «У 2020-го свои законы» на канале ОТР, посвящённой генералу Муслиму Даххаеву.
Каждый год, 15 сентября Сергей Сковородин приезжает в Дагестан навестить своих боевых друзей. Для него это традиция.

## Семья
у Сергея Николаевича Есть Жена Наталия. Три дочери Мария Светлана и Кристина самая старшая.

## Награды
- Орден Мужества[7]
- Народный Герой Дагестана[8]
- Медаль «За проявленное мужество» (12 сентября 2024, Дагестан) — за содействие в укреплении государственной безопасности, мужество, отвагу и самоотверженность, проявленные при защите территории Республики Дагестан от международных бандформирований в 1999 году[9].
- Многочисленные боевые медали
- Юбилейная медаль «20 лет разгрома международных бандформирований»[10]